# 道臣命

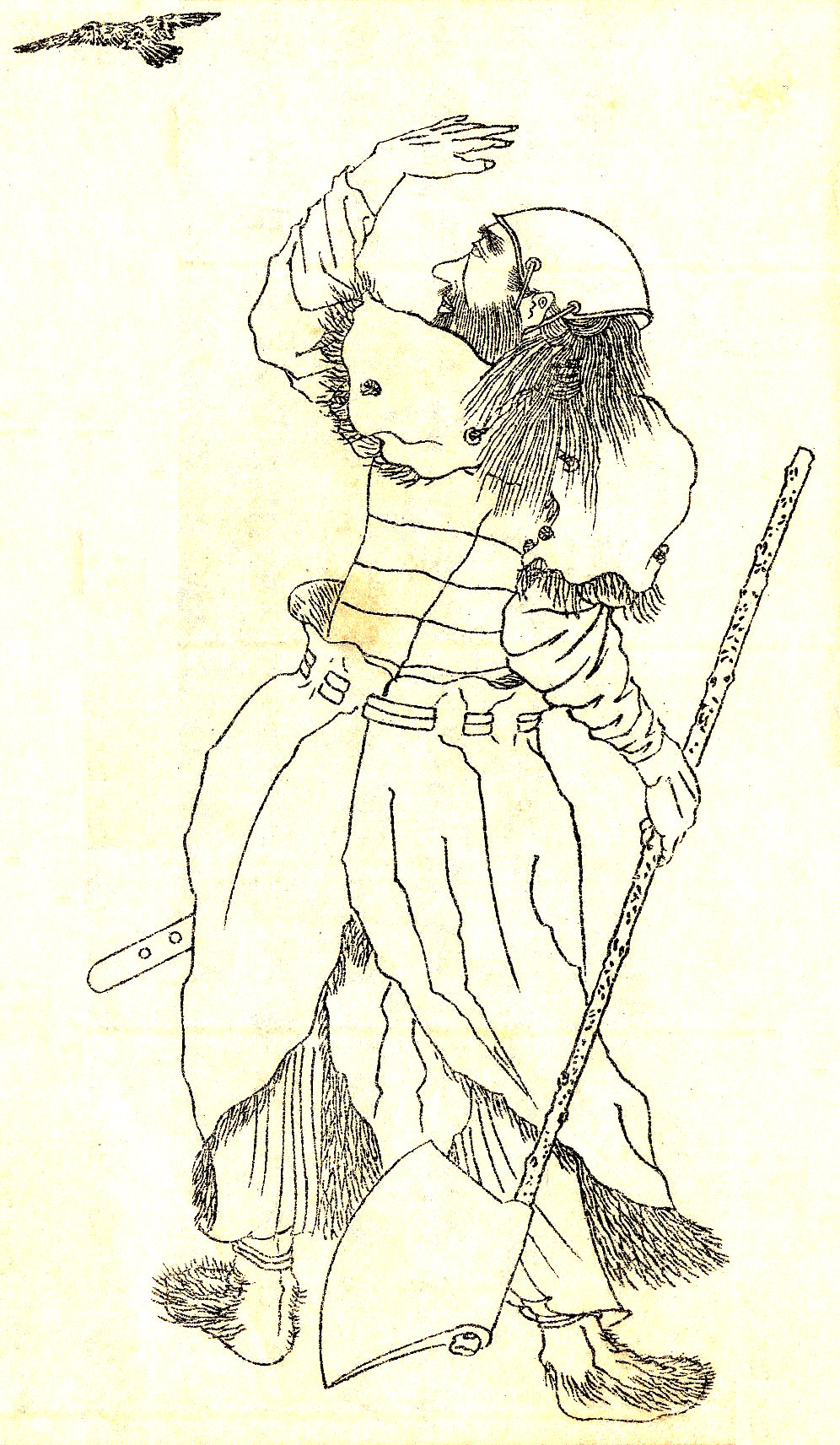
道臣命画像

道臣命是日本古代传说中的武将。在神武東征时担任先锋。據說他是天忍日命的後代，大伴氏的祖先。他曾經擔任神武天皇的宫门守卫。刺田比古神社（和歌山市）、伴林氏神社（藤井寺市）、住吉大伴神社 (京都市)、蹴裂權現社(大分縣)將其列為祭神。